# فرانسیسکو خوزه یندورین
فرانسیسکو خوزه یندورین (انگلیسی: Francisco José Ynduráin؛ زاده ۲۳ دسامبر ۱۹۴۰ – درگذشته ۶ ژوئن ۲۰۰۸) یک دانشمند اهل اسپانیا بود.